# Newman Grove
Newman Grove é uma cidade localizada no estado americano de Nebraska, no Condado de Madison e Condado de Platte.

## Demografia
Segundo o censo americano de 2000, a sua população era de 797 habitantes.
Em 2006, foi estimada uma população de 765, um decréscimo de 32 (-4.0%).

## Geografia
De acordo com o United States Census Bureau, a localidade tem uma área de 1,3 km², sem área coberta por água. Newman Grove localiza-se a aproximadamente 522 m acima do nível do mar.

## Localidades na vizinhança
O diagrama seguinte representa as localidades num raio de 28 km ao redor de Newman Grove.